# Open Source Tripwire
Open Source Tripwire ist eine freie Software für POSIX-kompatible (Unix-)Betriebssysteme, welche durch die Überwachung und Anzeige bestimmter Datenänderungen die Sicherheit und Datenintegrität auf diversen Systemen gewährleistet.
Open Source Tripwire basiert auf Programmcode, der im Jahre 2000 von Tripwire, Inc. zur Verfügung gestellt wurde, und wird seitdem als freie Software unter den Bedingungen der GNU General Public License (GPL) verbreitet.
Andere Open-Source-Projekte bieten ähnliche Funktionen, wie beispielsweise OSSEC, AIDE und Samhain.

## Arbeitsweise
Open Source Tripwire arbeitet als hostbasiertes Intrusion Detection System und überwacht Objekte des Dateisystems auf Veränderungen.
Bei der ersten Inbetriebnahme führt Open Source Tripwire einen Scan des Dateisystems nach Vorgaben des Administrators durch und speichert Informationen für jede gescannte Datei in einer Datenbank. Zu späteren Zeitpunkten werden die Dateien erneut gescannt und mit den früheren Ergebnissen in der Datenbank verglichen. Änderungen werden dem Nutzer bekannt gegeben. Open Source Tripwire verwendet Prüfsummen, um Dateiänderungen zu erkennen, ohne dafür eine vollständige Kopie der Datei anlegen zu müssen.
Open Source Tripwire erkennt Angriffe vor allem, nachdem sie geschehen sind, kann aber auch für andere Zwecke verwendet werden, wie Integritätsprüfungen, Change Management und die Einhaltung von Richtlinien (Policy Compliance).